# Élections législatives de 1978 dans l'Ariège
Les élections législatives françaises de 1978 se déroulent les 12 et 19 mars 1978. Dans le département de l'Ariège, deux députés sont à élire dans le cadre de deux circonscriptions.

## Élus
| Circonscription | Député sortant   | Parti | Parti | Député élu ou réélu | Parti | Parti |
| --------------- | ---------------- | ----- | ----- | ------------------- | ----- | ----- |
| 1re             | Gilbert Faure    |       | PS    | Gilbert Faure       |       | PS    |
| 2e              | André Saint-Paul |       | PS    | André Saint-Paul    |       | PS    |

## Résultats

### Résultats à l'échelle du département
| Parti                 | Parti                                       | Premier tour | Premier tour | Second tour | Second tour | Sièges |
| Parti                 | Parti                                       | Voix         | %            | Voix        | %           | Sièges |
| --------------------- | ------------------------------------------- | ------------ | ------------ | ----------- | ----------- | ------ |
|                       | Parti socialiste                            | 33 037       | 39,21        | 54 733      | 63,85       | 2      |
|                       | Parti communiste français                   | 21 480       | 25,49        | Retrait     | Retrait     | 0      |
|                       | Union de la gauche                          | 54 517       | 64,70        | 54 733      | 63,85       | 2      |
|                       |                                             |              |              |             |             |        |
|                       | Rassemblement pour la République            | 19 569       | 23,22        | 30 983      | 36,15       | 0      |
|                       | Union pour la démocratie française          | 6 564        | 7,79         | Retrait     | Retrait     | 0      |
|                       | Centre national des indépendants et paysans | 330          | 0,39         |             |             | 0      |
|                       | Majorité présidentielle                     | 26 463       | 31,41        | 30 983      | 36,15       | 0      |
|                       |                                             |              |              |             |             |        |
|                       | Lutte ouvrière                              | 2 042        | 2,42         |             |             | 0      |
|                       | Divers gauche                               | 1 241        | 1,47         | 0           |             |        |
|                       |                                             |              |              |             |             |        |
| Inscrits              | Inscrits                                    | 105 501      | 100,00       | 105 498     | 100,00      | 2      |
| Abstentions           | Abstentions                                 | 19 118       | 18,12        | 17 361      | 16,46       |        |
| Votants               | Votants                                     | 86 383       | 81,88        | 88 137      | 83,54       |        |
| Blancs et nuls        | Blancs et nuls                              | 2 120        | 2,45         | 2 421       | 2,75        |        |
| Exprimés              | Exprimés                                    | 84 263       | 97,55        | 85 716      | 97,25       |        |
| Source : Data.gouv.fr |                                             |              |              |             |             |        |

### Résultats par circonscription

#### Première circonscription (Foix)
| Candidat       | Candidat                    | Parti          | Premier tour | Premier tour | Second tour | Second tour |  |
| Candidat       | Candidat                    | Parti          | Voix         | %            | Voix        | %           |  |
| -------------- | --------------------------- | -------------- | ------------ | ------------ | ----------- | ----------- |  |
|                | Gilbert Faure sortant réélu | PS             | 14 626       | 34,74        | 27 755      | 65,41       |  |
|                | Jean Miquel                 | PCF            | 11 510       | 27,34        | Retrait     | Retrait     |  |
|                | Jacques Llorca              | RPR            | 6 950        | 16,51        | 14 678      | 34,59       |  |
|                | Claude Nayrac               | UDF (PR)       | 6 564        | 15,59        | Retrait     | Retrait     |  |
|                | Serge Maury                 | Divers gauche  | 1 241        | 2,95         |             |             |  |
|                | Jean-Claude Cazaux          | LO             | 886          | 2,1          |             |             |  |
|                | Pierre Fournié              | CNIP           | 330          | 0,78         |             |             |  |
|                |                             |                |              |              |             |             |  |
| Inscrits       | Inscrits                    | Inscrits       | 51 736       | 100,00       | 51 735      | 100,00      |  |
| Abstentions    | Abstentions                 | Abstentions    | 8 690        | 16,8         | 8 016       | 15,49       |  |
| Votants        | Votants                     | Votants        | 43 046       | 83,2         | 43 719      | 84,51       |  |
| Blancs et nuls | Blancs et nuls              | Blancs et nuls | 939          | 2,18         | 1 286       | 2,94        |  |
| Exprimés       | Exprimés                    | Exprimés       | 42 107       | 97,82        | 42 433      | 97,06       |  |

#### Deuxième circonscription (Pamiers - Saint-Girons)
| Candidat       | Candidat                       | Parti          | Premier tour | Premier tour | Second tour | Second tour |  |
| Candidat       | Candidat                       | Parti          | Voix         | %            | Voix        | %           |  |
| -------------- | ------------------------------ | -------------- | ------------ | ------------ | ----------- | ----------- |  |
|                | André Saint-Paul sortant réélu | PS             | 18 411       | 43,67        | 26 978      | 62,33       |  |
|                | André Farellacci               | RPR            | 12 619       | 29,93        | 16 305      | 37,67       |  |
|                | Gilbert Séguéla                | PCF            | 9 970        | 23,65        | Retrait     | Retrait     |  |
|                | Jacques Bordes                 | LO             | 1 156        | 2,74         |             |             |  |
|                |                                |                |              |              |             |             |  |
| Inscrits       | Inscrits                       | Inscrits       | 53 765       | 100,00       | 53 763      | 100,00      |  |
| Abstentions    | Abstentions                    | Abstentions    | 10 428       | 19,4         | 9 345       | 17,38       |  |
| Votants        | Votants                        | Votants        | 43 337       | 80,6         | 44 418      | 82,62       |  |
| Blancs et nuls | Blancs et nuls                 | Blancs et nuls | 1 181        | 2,73         | 1 135       | 2,56        |  |
| Exprimés       | Exprimés                       | Exprimés       | 42 156       | 97,27        | 43 283      | 97,44       |  |